# 東史郎
東 史郎（あずま しろう、1912年（明治45年）4月27日 - 2006年（平成18年）1月3日）は、日本の軍人（召集兵）、著述家、社会活動家。京都第16師団、福知山第20連隊上等兵として南京攻略戦に参加し、南京大虐殺（南京事件）を著書『わが南京プラトーン』で告発した。中国やアメリカ合衆国などでも謝罪活動を続けた。
日記の一部記述について元上官と名誉毀損裁判となり、二審まで東日記の記述の公表に公益性は認定されたものの、事実であるかについて客観的証拠がないと判定され、最高裁で上告理由がないとして、そのまま損害賠償を命じられた。

## 経歴

### 戦前
京都府竹野郡間人村（たいざむら）出身。間人小学校を卒業後、1926年（大正15年）に京都府立第二中学校に進学した。この年、奥丹後地方（現在の京丹後市）から府立二中に進学した唯一の生徒であったという。中学を卒業後は立命館大学の予科へ進学したが、1年次に父親の死去を受けて実家の映画館を継ぐために退学した。1937年（昭和12年）8月に25歳で召集後、陸軍第16師団歩兵第20連隊第1大隊第3中隊上等兵として、華北の戦闘に参加、11月16日に揚子江岸滸浦鎮に上陸し、南京攻略にむかった。1939年（昭和14年）11月、郷里に戻った。

### 戦後
戦後は工作機械製造業などの仕事をする。1960年（昭和35年）の『映画便覧 1960』によると、東が経営する映画館は間人劇場の他に、弥栄映劇（弥栄町）、久美浜館（久美浜町）、日高映画劇場（兵庫県日高町）、香住映劇（兵庫県香住町）、あずま館（兵庫県香住町）、大富座（兵庫県浜坂町）があった。1965年（昭和40年）6月、間人劇場は東京オリンピックの映画上映を最後に閉館した。
1987年（昭和62年）7月7日、中国戦線での体験などを記した日記や記録をもとに戦後清書したものを、寿岳章子の市民団体の求めで京都「平和のための戦争展」で公開、増田六助、上羽武一郎の三人が加害証言の記者会見をした。同年、日記もとにした著書『わが南京プラトーン―　召集兵の体験した南京大虐殺』を青木書店より出版した。会見後は電話など匿名の非難を受け、「殴り蹴られて、己の屋敷を侵害された者の立場を想像すれば、 日中戦争の是非は子どもでも理解できるのではないか」と朝日新聞で反論した。1987年（昭和62年）12月13日、南京50カ年を記念して南京事件調査研究会（洞富雄)が南京市を訪問したのに同行し、加害者として初めて謝罪し、いつまでもひざまづいている東を見て中国人の多くが感動したという。この時期、第3中隊戦友会「中隊会」から除名された。
東はアメリカ合衆国司法省から入国拒否された。マギーフィルムの第一発見者で、ジョン・ラーベを刊行した ニューヨーク在住の紀念南京大屠殺受難同胞聯合会（Alliance in Memory of the Victims of the Nanking Massacre）会長の邵子平(Shao Tzping)は、東は自ら3人の中国人の非人道的な虐殺を公表したので、入国が拒否されたのだと述べた。
2006年（平成18年）1月3日、大腸癌のため死去。93歳。死去に際して中華人民共和国政府および侵華日軍南京大虐殺遇難同胞記念館から哀悼の意が示された。

## 南京事件の証言

### 下関での中国人遺体
証言では、1938年（昭和13年）1月23日、南京転出のため立寄った下関と思しき波止場で、なぎさに敵兵の死体が山となって転がっており、毎日トラックで敗残兵で積んできた奴を河の中へ突き落とし射ち殺すのだと、その兵士から聞いた。

### 集団強姦
産経新聞によれば、隠れている中国人女子を見つけると100%犯した、1人ではなく5人で犯した、その後は殺し、火をつけて燃やした、罪悪感はなかったと告白したとされる。

### 郵便袋殺害
上官の元陸軍第16師団歩兵第20連隊伍長が「中国人を郵便袋の中に入れ、ガソリンをかけて火をつけ、手榴弾を袋のひもに結びつけて沼の中にほうり込んだ」と証言した。
東によれば、1937年（昭和12年）12月21日、南京城内の整備を命じられ、馬群鎮を去り、中山通の最高法院の前に一人の中国人男性が引っぱられてきた。歩兵第20連隊伍長は中国人男性を袋の中へ入れ、自動車のガソリンをかけ火をつけよといった。
ただし、この記述について元上官が名誉毀損で損害賠償を求めて提訴、二審まで公表・出版に公共性･公益目的性は認められたものの、事実であるか客観的証拠がないと判決され、最高裁で上告理由がないとして、損害賠償がそのまま確定した（後述東裁判）。
なお、東証言では1938年（昭和13年）4月5日に棗荘付近の部落で中国人男性を布団巻きに石油をかけて燃やした事件も記載されているが、裁判では問われなかった。

### 評価
秦郁彦は、東は訪中するたびに英雄として各地で熱烈歓迎を受けたとする。林伯耀は、自身が1999年（平成11年）の訪中ではテレビ局のインタビュアーが東史郎を問い詰めるのを見た経験を挙げて、中国で受け入れられた過程もそう単純でなく、民族感情としては中国人は東を英雄視していないとし、また、一部日本人は中国は東を利用してナショナリズムを昂揚させていると主張するが、寧ろ日本の修正主義者が中国人のナショナリズムを挑発していると観ている。
津田道夫は著書『南京大虐殺と日本人の精神構造』社会評論社 (1995、1999年中国語訳刊)で東証言を多くを引用し、東史郎は、「大日本帝国が犯し、 日本国が犯しつづけている罪責を一身で担って、 個の場からの公然たる謝罪を継続しつづけているのである。 一人の東史郎の行為は、 大日本帝国＝日本国家の罪業を永遠の曝し台に釘づけにしている」と評価した。山東省の元中学教師である任世淦は東史郎日記を元に同省の棗庄周辺のフィールドワークを行って、その結果は『東史郎日記と私 : 山東省の元教師による日本軍兵士罪行の現場検証』(日本：2017年12月）に纏められている。津田道夫によれば、中国側研究者の綿密・詳細な検証によって、地方の習慣も事実と一致しており、 十分に信頼しうるものであると評価しているという。津田は、「したがって、わが周辺でささやかれた東「日記」＝虚構説は、 中国人研究者の努力によっても粉砕された」と述べている。
吉田裕は「南京攻略戦の特徴の一つは、軍事的必要性や合理性を欠いた、放逸で嗜虐的な加害行為が、特に戦闘の帰趨が決した掃討戦の段階で頻発した」 で、東日記の「遊び」は、その一例であると指摘した。
板倉由明によれば、停泊場司令部は12月28日までに港湾の死体処理を終わらせており、梶谷日記などの記載と東証言は合致しないと批判した。ただし、当時、揚子江は冬の渇水期で三上翔の証言によれば、毎日水位が下がってきており、揚子江に流したつもりで実際は互いに絡み合って河岸や河底にひっかかって流れきれなかった死体が水位の低下とともに露出し、そのたびに桟橋に船が横付けできなくなる状態であったとされ、その前後にも水位低下による死体の再出現をたびたび繰り返していた可能性が高い。実際に、梶谷日記だけを見ても18日には停泊場の看板上げをし19日から輸送船からの本格的な荷揚げを続けていた筈が、（板倉は自著では触れていないが）22日に使役兵に道路の清掃をさせて死体を揚子江に流しキレイになったとしながら、さらにその後、26~28日になると、他の部隊は移動してしまっていたのか今度は梶谷部隊自身が苦力を使って死体処理を行っている。このように、死体の揚子江投棄→水位低下→再出現を度々繰り返していた可能性がある。また、二次目の便衣狩りが1月5日をもって終了とされたことをもって、その後の死体処理の要はなかったとする説もある。ただし、これは南京地区西部警備司令官である佐々木少将による南京陥落直後の大掛かりな敗残兵狩りのことであり、当時の日本軍の支配は文字通り点と線の支配で、その後も南京周辺に国民党側のゲリラや役人が往来する地域が存在し、部隊レベルでのゲリラ掃討や住民殺害が続いていたことが資料から窺がえる。
東が訪中し、中国中央テレビの人気討論番組「実話実説」に出演したとき、中国に留学していた水谷尚子が、後述の東が敗訴した名誉棄損裁判では、東のした事、見た事、聞いた事が曖昧な点が問われたのだと思うと言って、東にその点をどう考えているかと問いただし、東に、曖昧なのではない、日記に書いた事を裁判官が認めないだけなのだと反論された。東に同行していたメンバーによれば、番組後、裁判の争点の理解を求めて水谷と話をしたが、そのとき水谷は裁判に興味がないように答えながら、その後も、水谷は、中国側や東支持者側に対する批判を続けたという。中北龍太郎、丹羽雅雄、空野佳弘は、水谷について、中華ナショナリズムへの警戒心があり、その延長線上で中華ナショナリズムと東の裁判支援グループが蜜月関係にあるとでも思いこんでいるとし、水谷は中国共産党指導部が反日のために東の裁判を利用していると主張するが、別に中国人も個々人が何でもかんでも中国共産党の指示で動いているわけではなく、それぞれの思いで動いていることを理解できていないと批判した。

## 教科書に記載された東証言

### 日本：一橋出版『世界史B』
1993年（平成5年）、笠原十九司は東史郎手記から、兵士の安眠のために部落農民を殺すのだった、と教科書『世界史B』(一橋出版)に引用した。
上杉千年や産経新聞は東日記は詐話（作り話）であり疑わしい資料であるため、教科書での使用は不適切であると主張した。板倉由明は東裁判で係争中の本からの引用は問題と抗議し、出版社側は中島今朝吾師団長日記と差し替えた。

### カリフォルニア州公立高校での教材として
アメリカでは2015年（平成27年）、カリフォルニア州の公立高校の世界史の授業で東証言が教材として使用された。産経新聞によれば、教材は1999年（平成11年）から全米で放映されたケーブルテレビ局ヒストリー・チャンネルの「ザ・センチュリー／アメリカズ・タイム」であり、その番組のなかで東は、戦争当時中国人女性を見つけると必ず5人で集団レイプし、レイプ後は火をつけて燃やした、と発言していたという。

## 名誉毀損裁判
東の著書で中国人を郵便袋の中に入れて殺害したと証言された元歩兵第20聯隊第3中隊第1分隊長の上官が1993年（平成5年）4月15日、名誉棄損で東史郎、下里正樹、青木書店の三者を東京地裁に提訴した。裁判は東裁判（あずまさいばん）とも呼ばれる。
元々東史郎の著作では当事者は仮名で書かれており、原告は本については当初あまり関心がなかったものの、板倉由明や戦友会関係者に勧められ、師団の名がついた本が出るに至って、汚名を晴らす必要があると思うようになって告訴したとする。原告側弁護士の高池勝彦は、自身が担当していた教科書裁判などで南京事件が専門と思っていた板倉が傍聴しに来ていたが、1992年９月の第一次教科書裁判の東京地裁判決後、勝てる裁判をやらなければ世論の流れを変える事ができないと板倉がしきりに言うようになり、その頃、東史郎の本の記述が名誉棄損にならないかと持ちかけて来たと、板倉の追悼論文で書いている。原告は部隊関係者や板倉由明とも相談し、名誉棄損訴訟を起こすことを決め。原告代理人高池勝彦弁護士事務所に「南京事件の虚構を正す会」が置かれた。板倉はこの訴訟を突破口として、 歩20の残虐行為の虚偽を証明して名誉を回復し、さらに、 いわゆる『南京大虐殺』の虚構を明らかにしたいと述べた。この提訴後、文部省検定に合格し見本が公開された一橋出版の高校教科書『世界史Ｂ』の「兵士らが安眠するために、多数の農民を殺す」との記述について、上杉千年は一橋出版に対し、出典を示せ、裁判で係争中の東日記からの引用であれば問題だと主張し、さらに、板倉は出版社に8回以上のファックスや電話で「勝手にデモでもかけなければだめか」と伝え、教科書編者の笠原十九司に「こちらから出向く」と簡易書留を送ったという。また、産経新聞は、これに関し「疑わしい資料を使う」との記事と上杉千年の談話を載せた。これらの結果、一橋出版はこの部分の削除に同意、内容を訂正した。裁判の反対派は、これではマッチポンプではないかと批判した。笠原十九司は、「名誉棄損裁判に藉口して、言論、表現、出版の自由を妨害しようとするもの」との意見書を提出した。

### 判決内容

#### 東京地裁判決
1996年4月、東京地裁1審判決は日記の記述を虚構と認定し、 東ら三者に50万円の支払いを命じた。被告は控訴。
1審判決では、南京事件については 、当裁判所は歴史上の論争に判断を加えることを期待されているわけでもなく、これをよくするものでもないとし、評価を避けたが、公表･出版については事実であれば公共性･公益目的性があると認定、郵便袋事件については、不自然というべきで、客観的証拠はなく、 事実と認めるに足りない、「実行者に危険で、実行可能性がない」と判決された。下里と青木書店についても、明らかに不自然な描写があるにもかかわらず、郵便袋の大きさを除き、東に質したり、裏付けを確認したりした形跡も窺うことが出来ず、真実と信じる相当な理由があったとは認めることが出来ないとされた。
裁判中、車からガソリンを持ってきて捕虜にかけたなら、どうやって捕虜にかけたのか、柄杓でかけたのか、また、車からガソリンを抜くのにポンプが要るはず、どうやって持ってきたのかと、東は原告側弁護士に聞かれたが答えることが出来なかった。裁判後、なぜ答えられなかったのかと被告弁護士に尋ねられた時、東は昔のことで自身も殆ど忘れており、日記に書いてあるからホントのことだったんだなと思い出すだけだからと、答えている。このポンプとガソリンのかけ方についてのやり取り、火のついた袋にどう手榴弾を取り付けたか、その袋をどう池に放り込んだか具体的に供述できなかったことが、裁判所の判断の決め手となったことが判決で示されている。（ガソリンスタンドなど無い時代、予備のガソリンを入れたガソリン缶を積んで車を運転することが普通だったのであるが、おそらく被告の東自身が若いころ自動車を運転したことがなく、そういった記憶が薄く実際に無くなっており、被告側弁護士も含め裁判関係者らも比較的若い人間ばかりで知らないた者ばかりであったと思われる。）
原告は法廷で「自分は中国で人を殺したことがない。 強姦もしたことがない。 略奪も死体も見たことがない」と証言した。
東弁護団は「東史郎さんの南京裁判を支える会」を結成し、 名誉毀損に当たらないことを立証するために、郵便袋事件が不自然でもないことを、南京での手榴弾再現実験や、水中に人を袋に入れて沈む深さを計る実験などを行い、さほどの危険なく十分に実行可能であることを主張したが、判決では容れられなかった。

#### 高裁（控訴審）判決
控訴審第1回公判は1996年（平成8年）9月26日に開始され、1998年（平成10年）12月22日に東京高等裁判所第7民事部（裁判長奥山興悦、裁判官・杉山正己、佐藤陽一）で控訴棄却の判決が下された。
控訴審では、東が戦前に書いたとされる「日記」の現物が裁判所に提出されたが、南京戦に関する部分は当時の「日記」の現物は提出されなかった。東側は「日記」のその部分は、当時「懐中手帳」に書き、それを二、三年後に書き写したものと主張したが、その「懐中手帳」は法廷に提出されなかった。そちらについては、東は、ある展示会に貸出したところ返却されなかったと主張したが、その主張は展示会の責任者によって否定された。
東は、日記は懐中メモ等を後の1940年（昭和15年）から1944年（昭和19年）3月までに「正確に記録したもの」であると反論した 。しかし、判決では、東日記は戦前に書かれたものかどうかも疑問で、 戦後に加筆された可能性もあり、「東の供述は全面的には採用しがたい」 と判定した 。また高裁は「1938年（昭和13年）3月以前についての原資料である懐中手帳などは存在しない」と判定し、「控訴人東が具体的な事実を再現して供述することができなかったのは、 本件行為を目撃していなかった、すなわち、 本件行為が実行されていないからと推認せざるを得ない」と判定した。裁判では、日記の多くの記述も「疑問が生じる」と指摘され、「主要な部分を裏付ける証拠はなく、真実と認めることはできない」とされた。
原告側は東と同じ第三中隊の中沢の従軍日記を証拠に、同部隊は当日本件残虐事件の起こった場所にいなかったと主張した。板倉由明は、この中沢日記を訴訟を決断する決め手となった画期的な新証拠と評価し、雑誌等で喧伝していたが、東側は不審な点を挙げてその日記は偽造されたものと反論した。東側の追及に対し、原告側は中沢日記の抄録については説明が出来なくなり、他の者が書いたものだと認めた。また、裁判外のこととなるが、東側支援者の一人が中沢本人にビデオ記録をとりながらインタビューしたところ、おおもとである筈の中沢日記も、裁判前のそれに至るまでの間に、原告側関係者と貸し借りする内になくなったと語り、さらに抄録の内容は自身の日記よりもむしろ詳しく記載され、自身の知らないことも載っていると語ったという。裁判において原告は、アリバイ供述として事件の日とされる日には下関で掃討作戦に携わっていたとの主張を、反対尋問で掃討作戦をいつしていたか記憶がないと変え、南京城入城時、城内では死骸は見ていない（板倉の南京虐殺はなかったとの論拠にもなっていた）と述べていたが、反対尋問を受けて死体を見たことを認め、問題の東史郎の著書を読んだこともない事を認めたという。
なお、高裁は、出版目的については事実であれば公共性･公益目的性があると引き続き認定、当事者双方は「南京事件の真否を問題としてもいるが、 この点を判断することによって本件事件の真否が判明するものでないことは（略）明らかであるから、（略）判断しない」とした。

#### 高裁判決後
原告弁護団の高池勝彦弁護士は、この判決によって東氏の書籍自体の信用性がないことが 明らかになった（略）かねがねマスコミや評論家と称する人たちが旧日本軍の非行を暴く場合、 告発者への一方的な取材だけで、それの真偽も検証せず、 その主張するままを記事にしているが本件もその一例で、 東日記が大々的に宣伝され、 多くの新聞やテレビでは訴訟中も原告側に対する取材は殆どなかった、として両当事者からの取材を要求した。
1998年（平成10年）12月22日の高裁判決は中国側から北京中央テレビ・江蘇テレビ・南京テレビ・ 香港テレビが取材した。中国のメディアは、 裁判官が13分遅刻して出廷したこと、判決の言い渡しが簡単すぎたこと、原告が記者会見に登場しなかったことに驚愕し憤激を覚えた。さらに、原告側から要求したものでもある原告側記者会見で、「南京虐殺捏造裁判勝利」という幕に対し、中国報道陣から「この幕は、多くの中国人の心に深い傷をつけるので、取り外してください」「中国人に対しての侮辱だ」と抗議したが、取り外されなかった。会見では南京大虐殺についての質問が相次ぎ、高池勝彦弁護士は「私の個人的見解は捏造だと思いますよ。 戦争ですから日本の兵隊が全く悪いことをしていなかったとは思いません。（略）ただし南京大虐殺はそういうものじゃないでしょ。 例えば殺人３件だったら大虐殺とは言いませんよね」と答えた。 江蘇テレビ局の記者が南京大虐殺を起こしたのは日本だから、日本が証拠を出すべきだと抗議すると、高池は「あったというのなら、 そう主張する方が（証拠を）あげるべき」だと反論した。後に明らかになったことだが、控訴審結審後の12月はじめ、原告側は高池弁護士の事務所で香港のテレビ局のインタビューに別に応じており、そこでは原告は裁判では中沢日記に依拠して事件当日は別の場所にいたと主張していた筈が、当日どこにいたか覚えていないと答え、さらに裁判では、南京戦でもその後も自身は中国人殺害を見たことはない、放火も強姦を見たことがないと述べていたにもかかわらず、このインタビューでは、戦争だからとして自身も中国人を殺したことを認めていた。東弁護団はこれを上告理由に書き加えた。しかし、これはもはや、事実認定を行う一、二審の判決後であった。
高裁判決の翌日である1998年（平成10年）12月23日の人民日報は「歴史の歪曲者が勝訴、過ちを悔いた告白者が敗訴。 東京高等裁判所が史実を顧みない不当な判決」と報じ、この裁判は「歴史の真実を後世に伝えるのを妨害するもの」によって起こされたと断じた。
東と弁護団は、控訴審判決は「歴史の事実」を根本から踏みにじったとし 、「裁判所が『まぼろし派』に加担し、きわめて政治的な判断をした」と批判し、12月25日上告。
弁護団の中北龍太郎弁護士は、原告側を支えているのは「南京事件まぼろし派」で、虐殺は中国軍の犯行と主張し、その延長線上で東日記を虚偽と決めつけたが、東日記は戦場の真実を描写した貴重な記録であり、元上官らによる訴訟は「真実の公表を妨害するための邪悪な企み」で、裁判所はこの企みに加担したと批判した。 また、高裁は「遊びは終わった」という日記の表現にこだわって、「遊び」として身の危険を全く冒さないで実行できなければ無意味と決めつけ実行不可能と判断したが、「遊び」の意味について平時の日常用語と同じものととらえるという致命的な誤解を犯し歴史認識が欠落している、また判決では火傷の危険があるとされたが、弁護団が中国で行った手榴弾の水中爆発実験では火傷や被弾の危険がないことが確認されており、判決は事実認定の誤りを犯し、上官の当時の行動や矛盾に満ちた法廷供述を分析しなかった、判決は「歴史の無知から加害行為を無かったことにする」もので、南京大虐殺の証言や資料は無意味になり、それが原告の「まぼろし派」の狙いである、と批判した。
「ノーモア南京の会」の芹沢明男は控訴審判決は「国際的には全く受け入れられることのない不当な判決」であり、日本の司法とマスコミは権力から独立していない、諸外国で「ナチのホロコーストは無かった」 と発言すれば、その者は大抗議を受けて出版社は倒産するのに対して、日本のマスコミは、この判決によって「国際的にどのような反撃が生ずるかも分からず」記事を平気で載せていると批判した。また、中国側の主張する南京大虐殺犠牲者数30万人を超える署名を世界各国から集め、その力で、日本の南京大虐殺を「まぼろし化」しようとする勢力に打撃を与えると宣言した。
津田道夫は高裁判決日の12月22日は東京裁判でのA級戦犯死刑執行日であり、判決は「極めて政治的な判断にもとづくもの」とし、また日中戦争について、レーニンは日本を「日本帝国主義」としたことによって、日本側がすすめたのは不正義の侵略戦争であり、 中国側の抗日戦争は正義の戦争であったという評価がされなければいけないと主張した。津田はこの発言を1999年中国江蘇テレビの「地球村」番組ですると、拍手で迎えられた。
東史郎は「62年前に戦場で書いた日記が、 62年後に最高裁判所まで裁判を続けねばならなくなるとは想像もしなかった」、高裁判決が12月22日だったのは東条英機たちが絞首刑になった日を選んだためで、「私を戦犯として見ているのか」という気がした、「日本軍が中国に攻めていったのであって、 中国軍が日本に攻めてきて東京を占領したのではない」と述べた。

#### 最高裁判決
2000年（平成12年）1月21日に最高裁は上告棄却、東の敗訴が確定し、名誉棄損による民事上の不法行為として損害賠償を命じられた。棄却の理由として、上告理由にあたる違憲はないとし、上告の実質は事実誤認又は単なる法令違反を主張するものとされた。

##### 判決への反応
最高裁判決の翌日である2000年（平成12年）1月22日、侵華日軍南京大屠殺遇難同胞紀念館は最高裁判所に対し、「歴史の事実と公正な道理と正義を無視し、 公然と侵略と加害者の立場を頑固に堅持する日本の旧軍人を庇護し続けた、 白を黒と言いくるめる、物事の是非を混同する恥を知らないこの判決」であり、「世界司法史上、 永遠に拭い去ることのないぶざまな一頁として記憶されるだろう」として「最大の憤怒と強烈な譴責」を表明した。
1月26日、中華人民共和国政府は谷野作太郎日本大使に「右翼勢力による反中国集会に先立ち、 日本の最高裁判所はまた南京大虐殺の事実と真相を暴き出した 東史郎などの敗訴判決を理不尽にも下した。 中国政府と全中国人民は、日本の右翼勢力の時流に逆行する行動や、 日本の最高裁判所が司法の形式を用いて、正義を抑え、 公然と右翼分子の手先となったことについて、強烈な憤りを表すものである。」と反発した。
日本外務省のスポークスマンは「この裁判は一つの民事訴訟案件であって、南京事件そのものの存否を問う裁判ではない」と対応した。 
竹本忠雄と大原康男は、昭和13年3月以前に関する原資料がないとすれば、東の主張自体を根底から疑わしいとするのは当然のことであると評した。阿羅健一や産経新聞は判決を好意的に受け取った 。
中国外交部スポークスマンの朱邦造は「東史郎裁判は決して普通の民事訴訟ではない。その実質は、少数の日本の右翼勢力が司法手続きを通して南京大虐殺を否定することにある。日本の東京高裁は歴史の事実を無視して誤った判決を出した」として、中国側は再度遺憾と義憤の意を表するとした。

## 著書
- 『わが南京プラトーン―一召集兵の体験した南京大虐殺』青木書店、1987年12月。ISBN 978-4250870545。　1937年8月26日-1938年9月9日日記。手紙など。
- 井口和起, 木坂順一郎, 下里正樹『南京事件・京都師団関係資料集』青木書店 (1989)に日記全文を収録。
- 『東史郎日記』熊本出版文化会館、2001年6月。ISBN 978-4915252563。（『南京事件京都師団関係資料集』に収録されていたものを刊行）

### 雑誌論文
- 「戦争の真実を語る（上）南京総攻撃の一兵士として」労働運動研究340号,1998年2月。

### 翻訳
- 中国語訳：『東史郎日記』江蘇教育出版社、1999年。
- 英訳：キンバーリー・ヒューズ（Kimberly Hughes)訳,The diary of Azuma Shiro,Jiangsu Education Publishing House（南京）2006年